# Core Animation
O Core Animation é uma tecnologia desenvolvida pela Apple Inc. para criar animações. O Core Animation apareceu pela primeira vez no Mac OS X v10.5, mas, na verdade surgiu a partir da equipe de software do iPhone. Foi exibido publicamente pela primeira vez em 7 de agosto de 2006 durante a WWDC 2006. Na Macworld Expo 2007, a Apple anunciou que o iPhone roda uma versão adaptada especialmente do Mac OS X e usa o Core Animation.
1. ↑  «About Core Animation». developer.apple.com. Consultado em 6 de março de 2021